# Stadion Rudolfa Labaje

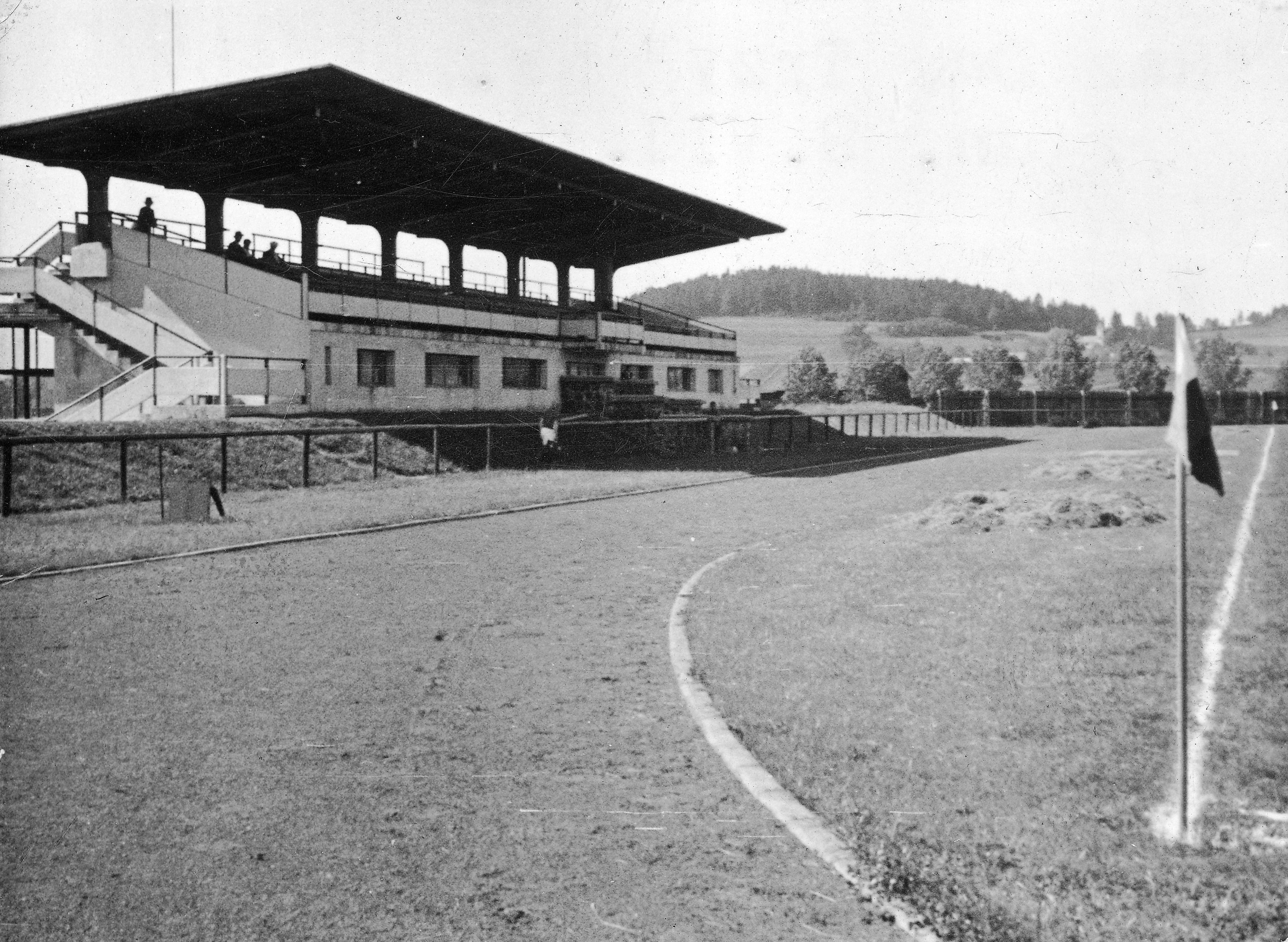
Trybuna główna w 1939 roku

Stadion Rudolfa Labaje – stadion piłkarski w Trzyńcu, w Czechach. Obiekt może pomieścić 2200 widzów. Swoje spotkania rozgrywają na nim piłkarze klubu Fotbal Třinec. Stadion nosi imię Rudolfa Łabaja, dawnego trenera klubu z Trzyńca pod którego wodzą zespół ten w 1963 roku po raz pierwszy awansował do I ligi czechosłowackiej. Obiekt położony jest tuż obok stadionu „na Lesní”, na którym dawniej występowali zawodnicy Fotbalu Třinec.